# Albert Rop
Albert Kibichii Rop, född 17 juli 1992 i Kenya, är en bahrainsk långdistanslöpare.
Rop tävlade för Bahrain vid olympiska sommarspelen 2016 i Rio de Janeiro, där han slutade på sjunde plats på 5 000 meter.